# Мойот сон е само мой
„Моят сън е само мой“ („Мојот сон е само мој“) е първият и единствен албум от групата „Сънс“.
Албумът е издаден през 1994 година. Записан е в стуидото „Го-Го“ в Белград през ноември 1993 година.
През 2004 година албумът е преиздаден и на CD.

## Песни
1. Двајца (Двама [души]) (6:06)
2. Зборувам? (Говоря ли?) (6:04)
3. Мисли (Мисли) (3:08)
4. Врне (Вали [дъжд]) (5:43)
5. Белег (Белег) (8:07)
6. Обид (Опит) (7:44)
7. Гајле (Грижа) (1:20)
8. Луѓе (Хора) (4:51)
9. Талог (Утайка) (5:32)
10. Карпа (Скала) (12:32)
11. Зум (Зум) (8:29)
12. Мој (Мой) (5:18)

## CD-песни (издание от 2004 г.)
1. Двајца (5:59)
2. Белег (5:32)
3. Талог (3:46)
4. Врне (5:15)
5. Гајле (1:18)
6. Луѓе (4:53)
7. Мој (5:07)
8. Обид (7:38)
9. Зборувам? (4:31)
10. Зум (7:20)

Песните „Гајле“ и „Луѓе“ са интерпретации от „Careless“ от американска пънк рокерска група The Replacements и „Сите обични луѓе“ („Всички обикновени хора“) от македонската пънк рокерска група „Бадмингтонс“.